# Jack Burns
Pour les articles homonymes, voir Burns.
Jack Burns est un acteur et scénariste américain, né le 15 novembre 1933 à Boston et mort le 27 janvier 2020 à Toluca Lake (Los Angeles). 
Il est principalement connu pour son implication dans l'équipe des Muppets.

## Biographie

### Jeunesse
John Francis Burns est né le 15 novembre 1933 à Boston dans le Massachusetts aux États-Unis.

### Carrière
Burns a commencé sa carrière comique en 1959, quand il s'est associé à George Carlin ; tous deux travaillaient pour la station de radio KXOL à Fort Worth, au Texas. Après des performances réussies dans un café beat de Fort Worth, The Cellar, Burns et Carlin se sont dirigés vers la Californie en février 1960 et ont continué à travailler ensemble pendant deux ans de plus. Un album contenant une partie de leur matériel est sorti en 1963, intitulé Burns and Carlin at the Playboy Club Tonight. 
Plus tard, il a fait équipe avec Avery Schreiber, qu'il a rencontré lorsqu'ils étaient tous deux membres de The Second City, une troupe de comédie et d'improvisation basée à Chicago. Burns et Schreiber étaient surtout connus pour une série de sketches dans lesquels Burns jouait un passager de taxi bavard, avec Schreiber comme conducteur. Au cours de l'été 1973, tous deux sont apparus dans l'émission de variétés d'ABC The Burns et Schreiber Comedy Hour. 
Au cours de la première moitié de la saison 1965-1966 de The Andy Griffith Show, dans une tentative de remplacer Barney Fife, le personnage de Don Knotts, après le départ de ce dernier, Burns a été choisi pour interpréter Warren Ferguson, un shérif adjoint dévoué mais inepte. Son personnage n'était pas populaire et a été abandonné après onze apparitions. 
En 1967, il a été choisi pour interpréter Candy Butcher dans Strip-tease chez Minsky. En 1971, il joue le rôle de M. Kelly dans l'épisode de la série The Partridge Family Dora, Dora, Dora (saison 2, épisode 1). Burns devient la voix de Ralph Kane, le voisin réactionnaire fanatique de Harry Boyle (Tom Bosley), dans la série animée de courte durée Wait Till Your Father Gets Home. La série a été un précurseur des comédies d'animation pour adultes.
Burns était le scénariste en chef de la première saison de Hee Haw et The Muppet Show. Schreiber est apparu dans un épisode avec du Muppet Show'' au cours de cette première saison. Burns a également co-écrit Les Muppets, le film (avec Jerry Juhl, son successeur en tant que scénariste en chef du Muppet Show).
Il est invité dans un épisode 1977 de Saturday Night Live, qui a été le premier dans lequel l'émission a porté son titre définitif (elle s'intitulait au départ NBC's Saturday Night).
Au début des années 1980, Burns est devenu scénariste, présentateur et parfois interprète dans la série de comédie d'ABC Fridays. Lui et le comédien Michael Richards ont été impliqués dans une bagarre en direct avec Andy Kaufman, recréé plus tard dans le film biographique Man on the Moon.
Il a fait équipe avec Lorenzo Music pour fournir les voix d'une paire de mannequins d'essai de choc (crash test dummies en anglais) nommés respectivement Vince et Larry dans une série d'annonces de service public du Département des Transports des États-Unis visant à promouvoir l'utilisation des ceintures de sécurité. Distribuée par l'Ad Council (en), la campagne de publicité a duré de 1985 à 1998. En 1993, Burns a prêté sa voix à la série de dessins animés Animaniacs avec le personnage de Sid the Squid, donnant au personnage une voix rauque. Son partenaire Schreiber a également participé à la série en tant que voix de Beanie the Bison.
Burns a été une voix invitée dans un épisode de 1999 des Simpsons, intitulé Beyond Blunderdome.

### Mort
Jack Burns est décédé d'une insuffisance respiratoire le 27 janvier 2020 à Toluca Lake dans un quartier de la ville de Los Angeles, à l'âge de 86 ans.

## Filmographie

### Cinéma

#### Acteur
- 1965 : Goldstein
- 1968 : The Night They Raided Minsky's
- 1998 : Sour Grapes

#### Scénariste
- 1979 : Les Muppets, le film

### Télévision

#### Acteur
- 1965-1966 : The Andy Griffith Show (11 épisodes)
- 1969 : Madame et son fantôme (1 épisode)
- 1971 : The Partridge Family (1 épisode)
- 1971-1973 : Love, American Style (5 épisodes)
- 1993-1995 : Animaniacs (3 épisodes)
- 1999 : Les Simpson (1 épisode - Mel Gibson les cloches)

#### Scénariste
- 1976 : Le Muppet Show (24 épisodes)

#### Producteur
- 1976 : Le Muppet Show (24 épisodes)

## Distinctions
Nominations
- Primetime Emmy Award :
  - Primetime Emmy Award de la meilleure série de variété, musicale ou comique 1976 (Le Muppet Show)
  - Primetime Emmy Award du meilleur scénario pour un programme de variété, musical ou comique 1976 (Le Muppet Show)
- Prix Hugo :
  - Meilleur film ou série 1980 (Les Muppets, le film)
- Saturn Award :
  - Saturn Award du meilleur scénario 1980 (Les Muppets, le film)